# Omkareshwar
Omkareshwar is een nagar panchayat (plaats) in het district Khandwa van de Indiase staat Madhya Pradesh. 

## Demografie
Volgens de Indiase volkstelling van 2001 wonen er 6.616 mensen in Omkareshwar, waarvan 54% mannelijk en 46% vrouwelijk is. De plaats heeft een alfabetiseringsgraad van 52%.

## Galerij

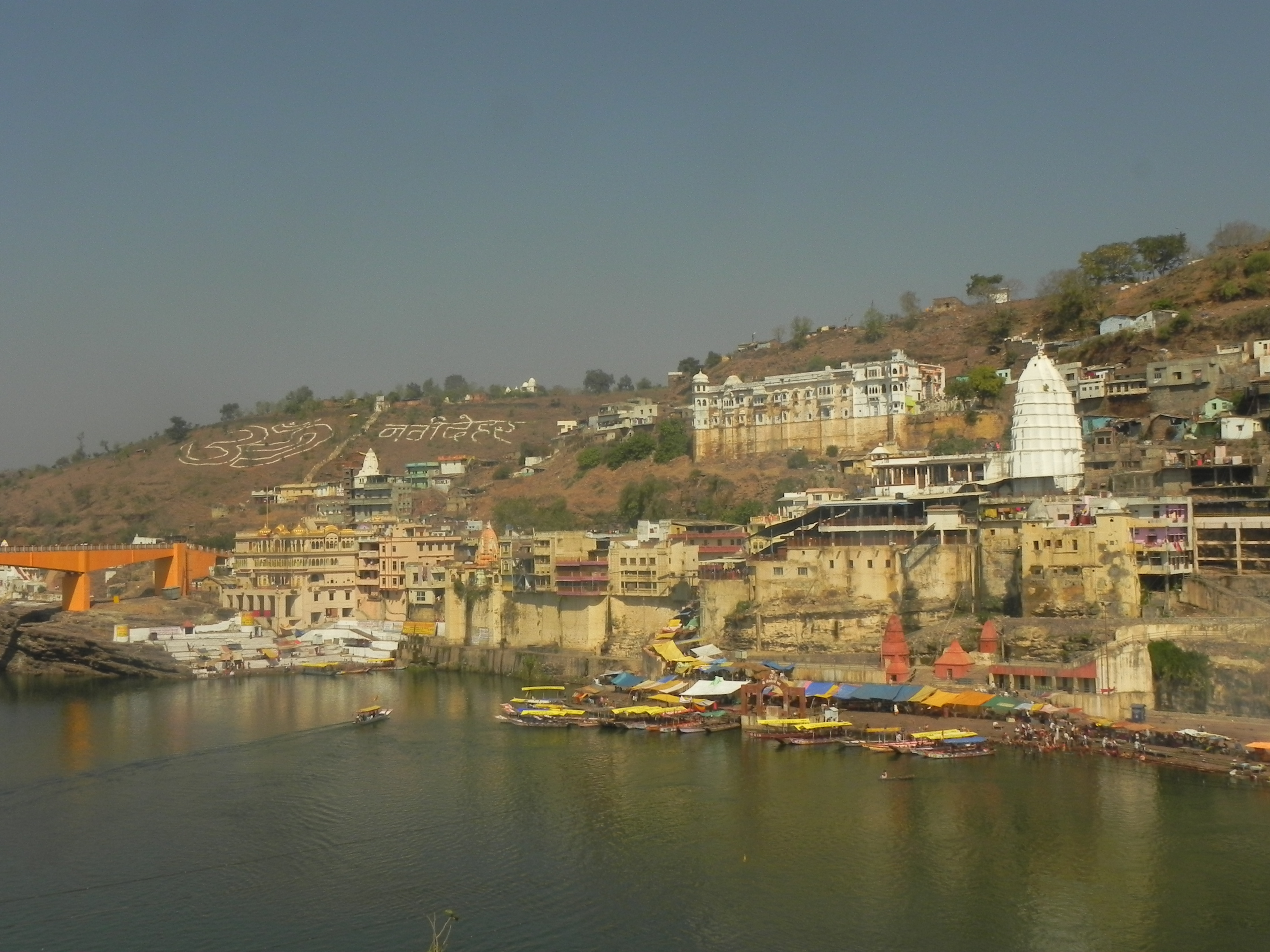
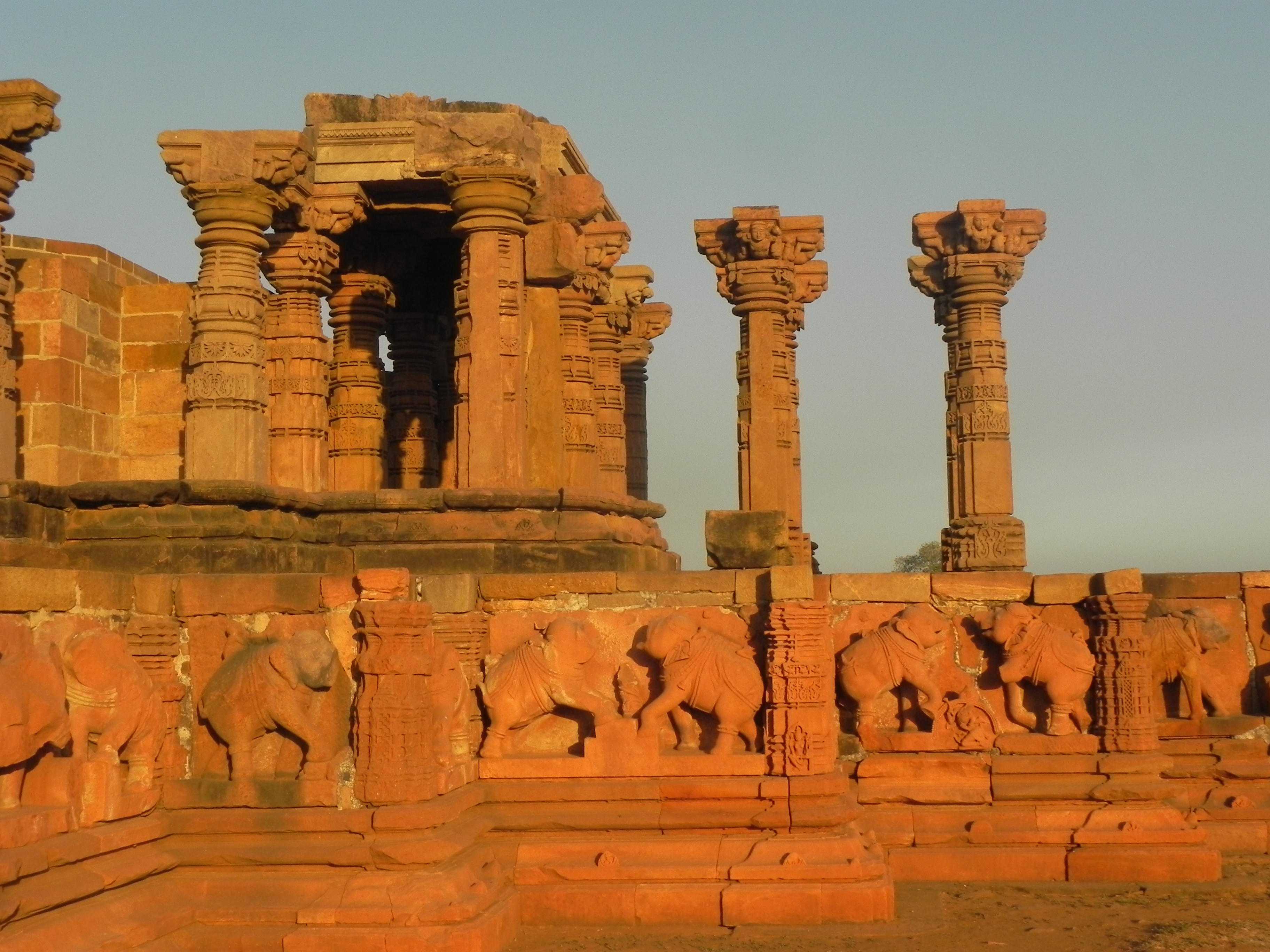
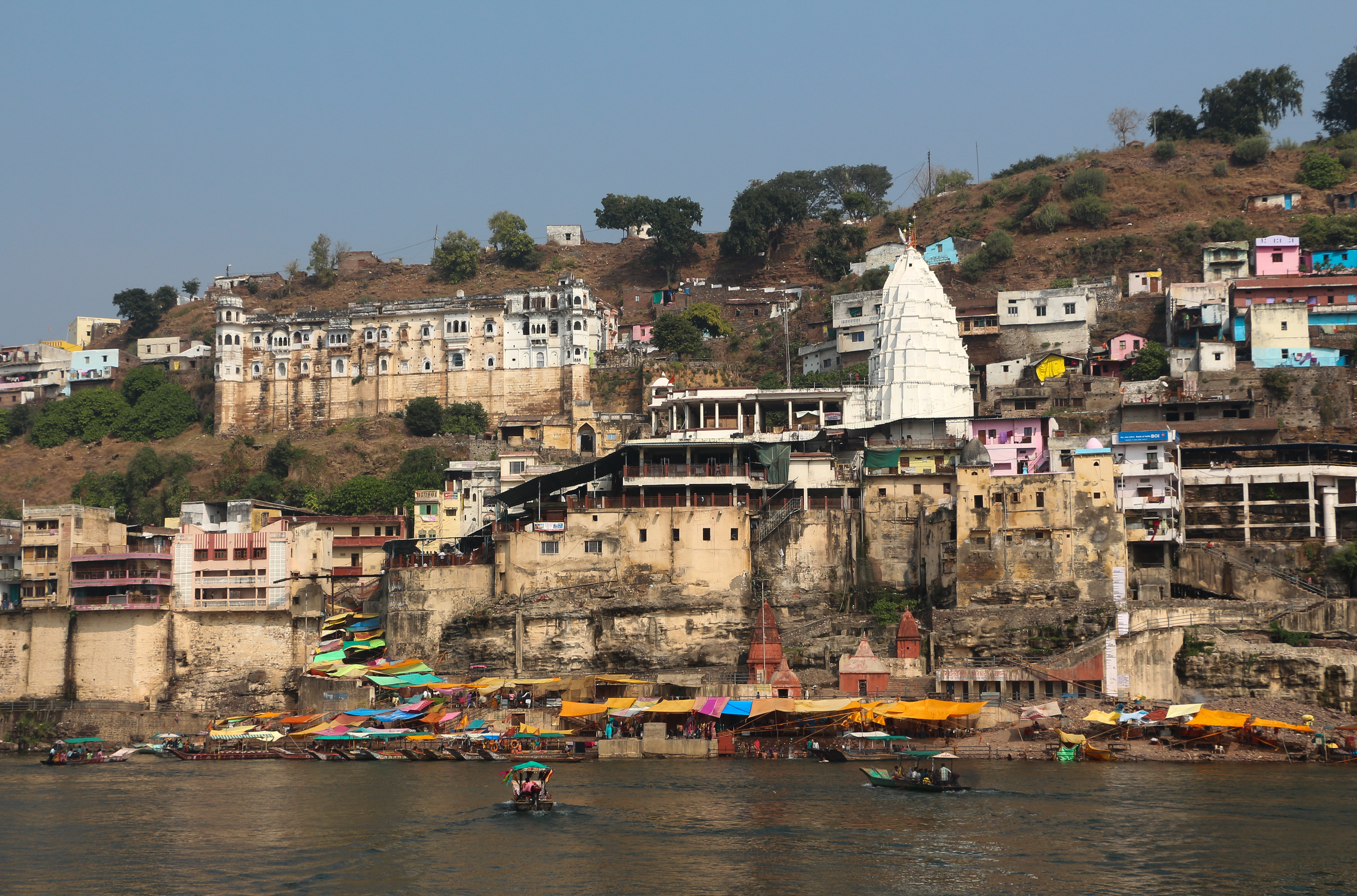
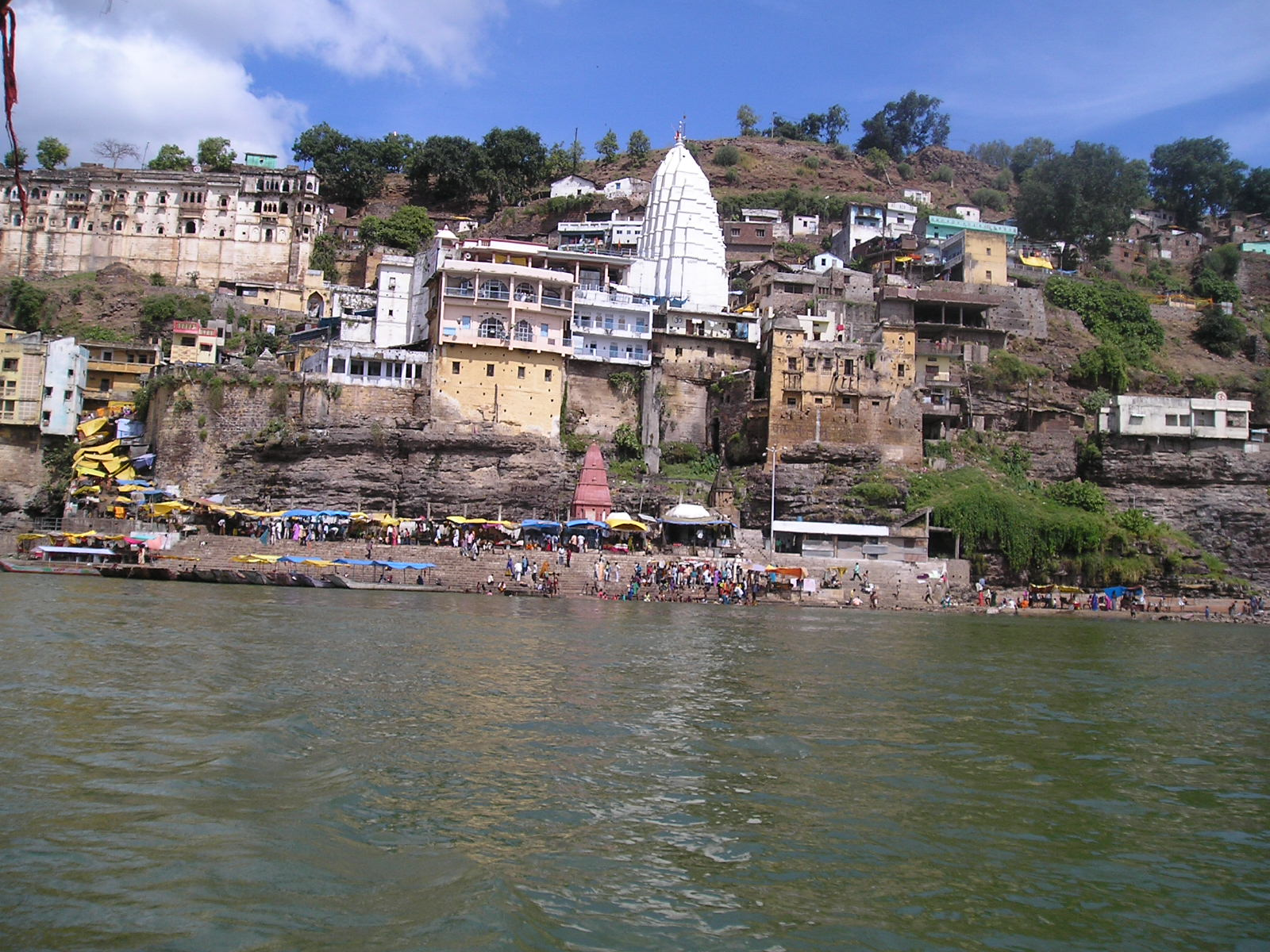
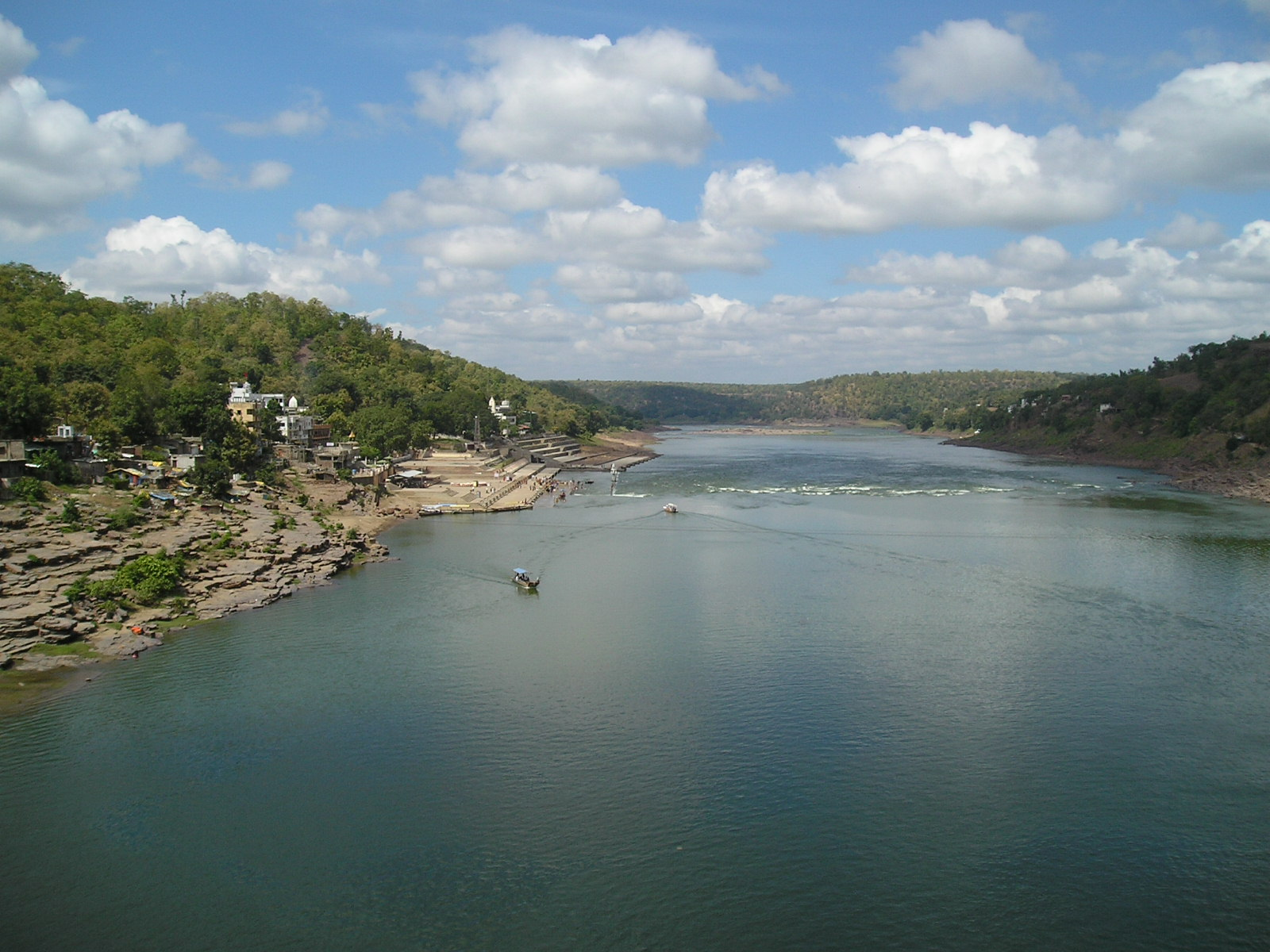